# アブドラ・バラ
アブドラ・バラ （Abdullah Bara , 1996年10月11日 - ）は、パキスタン出身の野球選手（投手）。

## 経歴
8歳の時に来日し、小学4年から野球を始める。
八潮高校時代には、ネパール野球ラリグラスの会主催の東大阪・パキスタンU16野球友好試合に参加し、3年時には左のエースとして活躍。
2015年、独立リーグ・BASEBALL FIRST LEAGUEの06BULLSに入団するとともに、ネパール野球ラリグラスの会の公認パートナーとなる。シーズン中には第27回アジア野球選手権大会のパキスタン代表に選出された。また、同大会では対インドネシア戦で勝利投手となった。シーズン終了後の11月14日、四国アイランドリーグplusのトライアウトに参加し、特別合格。11月15日に行われたドラフト会議において徳島インディゴソックスから2位指名を受け、12月21日に入団が内定したが、開幕前の2016年3月26日に家庭の事情により退団することが発表された。
約一年が経過した2017年3月10日、徳島に練習生として入団することが発表された。徳島での登録名は「アブドラ」となる。しかし、一度も契約選手となることがないまま、8月10日付で退団が発表された。

## 詳細情報

### 独立リーグでの投手成績
| 年 度     | 球 団     | 登 板 | 勝 利 | 敗 戦 | セ 丨 ブ | 完 投 | 勝 率 | 投 球 回 | 打 者 | 被 安 打 | 被 本 塁 打 | 奪 三 振 | 与 四 球 | 与 死 球 | 失 点 | 自 責 点 | 暴 投 | ボ 丨 ク | 失 策 | 防 御 率 | W H I P |
| --------- | --------- | ----- | ----- | ----- | -------- | ----- | ----- | -------- | ----- | -------- | ----------- | -------- | -------- | -------- | ----- | -------- | ----- | -------- | ----- | -------- | ------- |
| 2015      | 06        | 14    | 3     | 2     | 0        | 0     | .600  | 31.0     | 145   | 26       | 0           | 15       | 22       | 1        | 14    | 8        | 2     | 2        | 1     | 2.32     | 1.55    |
| 通算：1年 | 通算：1年 | 14    | 3     | 2     | 0        | 0     | .600  | 31.0     | 145   | 26       | 0           | 15       | 22       | 1        | 14    | 8        | 2     | 2        | 1     | 2.32     | 1.55    |

- 2018年度シーズン終了時

### 背番号
- 21 （2015年）
- 33 （2017年）